# Martina Grimaldi
Martina Grimaldi (Bolonha, 28 de setembro de 1988) é uma nadadora italiana que conquistou uma medalha de bronze nos Jogos Olímpicos de Londres de 2012 na maratona de 10 km.